# ون لیرونگ
ون لیرونگ (انگلیسی: Wen Lirong؛ زادهٔ ۲ اکتبر ۱۹۶۹) بازیکن فوتبال زن اهل چین بود.